# Мальцев Юрій Петрович
Ю́рій Петро́вич Ма́льцев (20 жовтня 1966 — 5 березня 2016) — старший солдат Збройних сил України, учасник російсько-української війни.

## Життєпис
Народився 1966 року в селі Червоний Перекоп Каховського району (Херсонська область). З дитинства проживав у селі Жовтневе Коропського району (Чернігівська область), від 1990 року — в селі Радичів; закінчив Борзнянський сільськогосподарський технікум. Працював бджолярем, згодом — директором Жовтневського будинку культури. Після руйнівних повеней у Західній Україні відновлював мости у Чернівецькій області  — у складі бригади будівельників ЗАТ «ТрансМіст».
В часі війни поновився на обліку у військкоматі, добровольцем пішов на фронт; мобілізований 12 лютого 2015 року. Старший солдат-кулеметник 16-го ОМпБ «Полтава».
5 березня 2016 року від розриву міни Юрій зазнав важких поранень ніг і плеча; від поранень та больового шоку помер на місці — під час мінометного обстрілу в промзоні Авдіївки, російські терористи протягом 5 годин обстрілювали українські позиції із 120-мм мінометів з боку Ясинуватої. Тоді ж загинув старший лейтенант Андрій Ярешко.
9 березня 2016 з військовими почестями похований у селі Радичів.
Без Юрія залишилися дружина Наталія та дві доньки — Олена 1989 й Катерина 1991 р.н., троє онуків.

## Нагороди та вшанування
За особисту мужність, сумлінне та бездоганне служіння Українському народові, зразкове виконання військового обов'язку відзначений — нагороджений
- орденом «За мужність» ІІІ ступеня (17.6.2016, посмертно)[1]